# Gintautas Petraitis

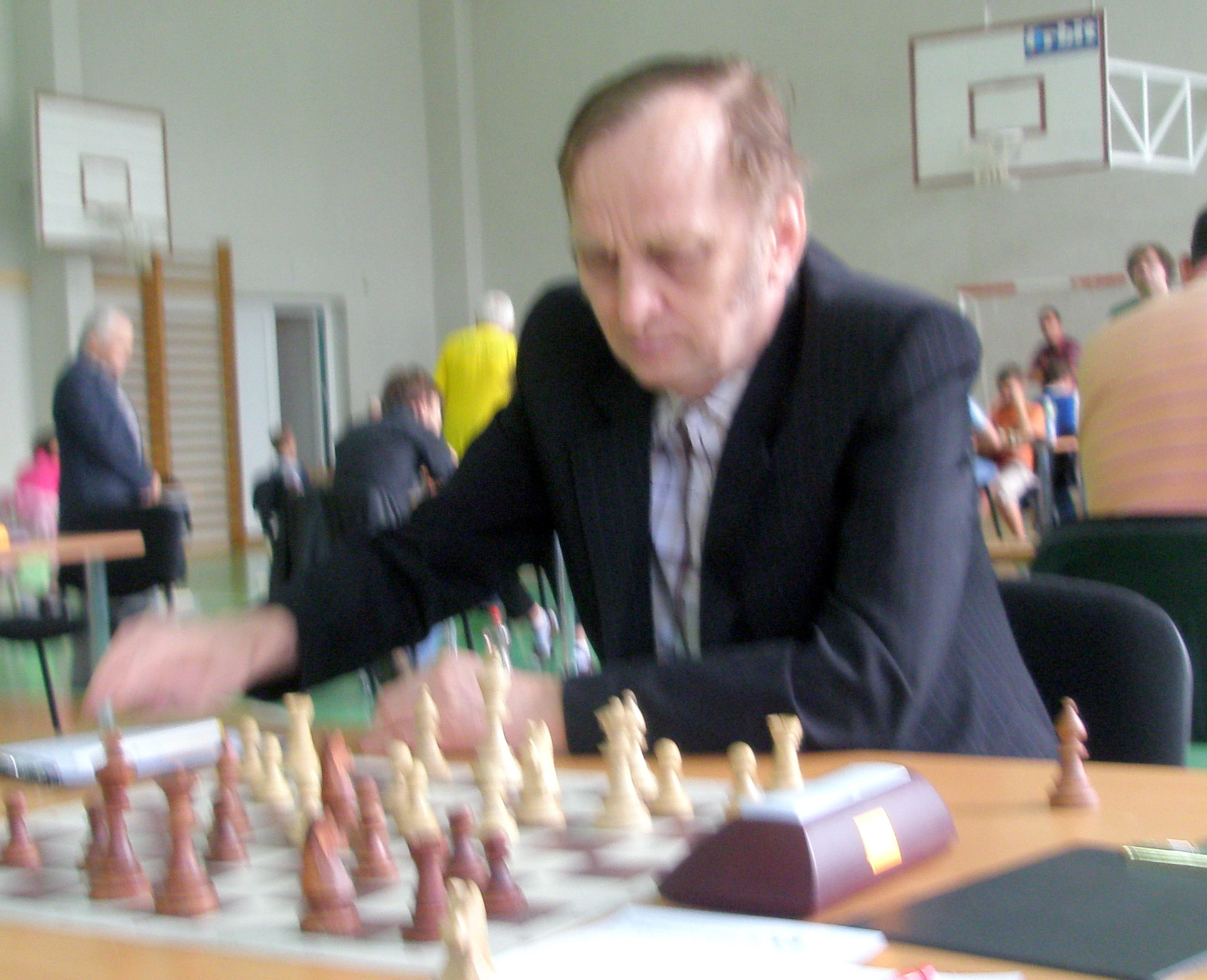
Gintautas Petraitis, 2010

Gintautas Petraitis (* 20. Oktober 1944 in Paalsys, Rajongemeinde Raseiniai; † 20. Oktober 2022) war ein litauischer Fernschach-Großmeister und Trainer.

## Leben
1970 absolvierte Gintautas Petraitis das Diplomstudium der Geographie an der Fakultät für Naturwissenschaft der Vilniaus universitetas. Ab 1970 lebte er in Klaipėda und arbeitete als Synoptiker und Ozeanologe. Ab 1972 war er Spezialist der Geodäsie als Gutachter in der Bauarbeitenmechanisation. Von 1979 bis 1988 arbeitete er als Schachtrainer in der Sportschule Klaipėda. Er spielte für ŠK Margiris Kaunas.
Titel
- GM (Internationaler Fernschach-Großmeister), 2010
- SIM (Senior International Correspondence Chess Master, Verdienter Internationaler Meister im Fernschach), 2005
- IM (Internationaler Meister im Fernschach), 2005

Im Nahschach war seine höchste Elo-Zahl 2105 von Oktober 2002 bis September 2003.